# Philipp Buhl
Philipp Buhl (* 19. Dezember 1989 in Immenstadt im Allgäu) ist ein deutscher Segler, der in der olympischen Bootsklasse ILCA 7 (ehemals Laser Standard) antritt. Er ist Mitglied im Segelclub Alpsee-Immenstadt sowie im Norddeutschen Regatta Verein und wird u. a. von Bundestrainer Alexander Schlonski trainiert.

## Sportliche Laufbahn
Buhl begann seine Segelkarriere im Jahr 2001 in der Bootsklasse Laser Radial und wechselte 2006 zur Laser Standard Klasse. Seit 2017 segelt er zusätzlich in der International Moth Class.

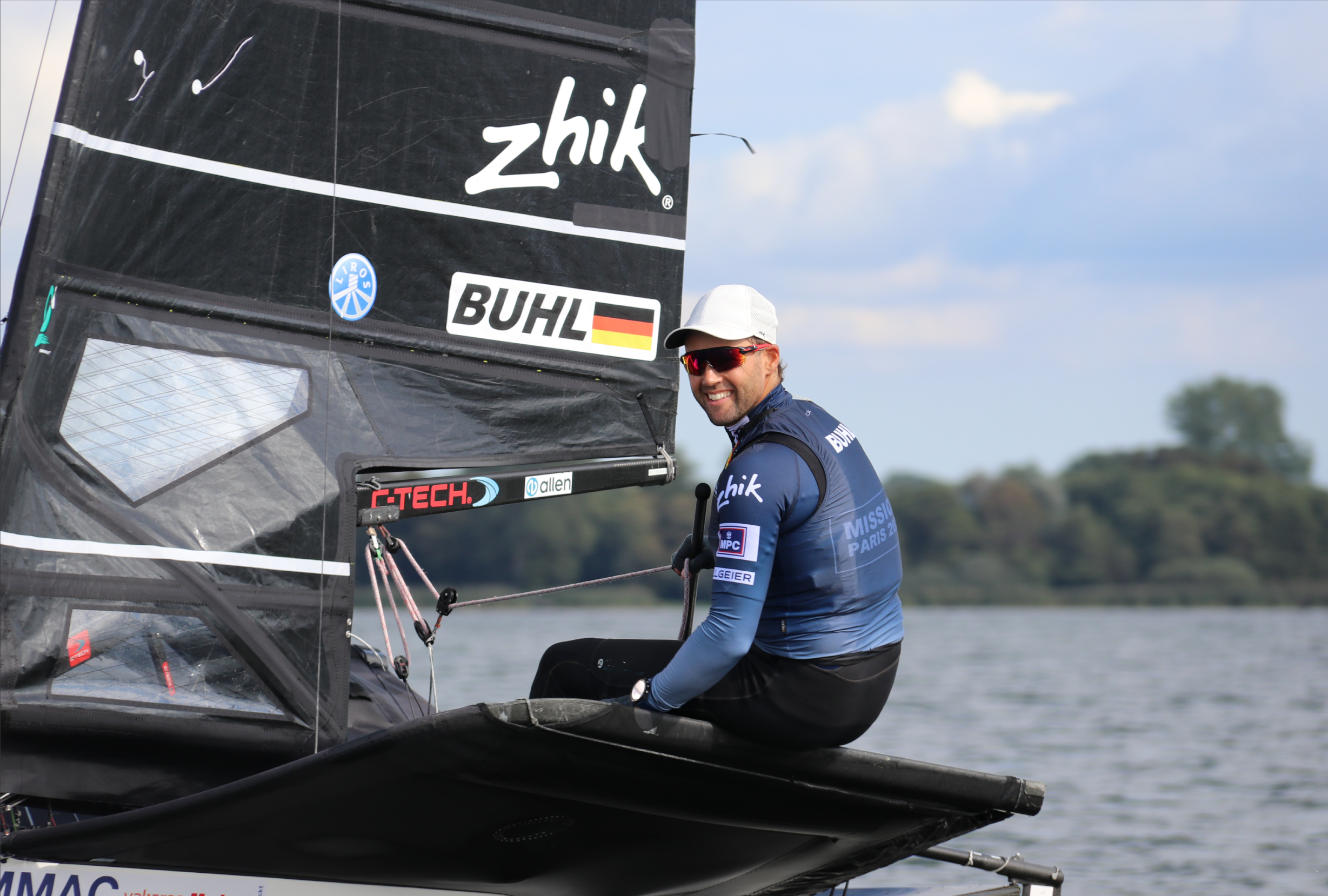
Philipp Buhl mit der Int. Moth bei der BE 2023

Zu seinen bedeutendsten Erfolgen zählt der Gewinn der Weltmeisterschaft 2020 in Melbourne, bei der er als erster deutscher Segler den Titel in der ILCA 7-Klasse errang. Zuvor hatte er bereits mehrere Medaillen bei Welt- und Europameisterschaften gewonnen, darunter Silber bei der WM 2015 und Bronze bei den WMs 2013 und 2018. Bei den Olympischen Spielen 2016 in Rio de Janeiro belegte er den 14. Platz, während er bei den Spielen in Tokio 2021 den fünften Rang erreichte.
Im Jahr 2024 sicherte sich Buhl den vierten Platz bei der ILCA 7-Weltmeisterschaft in Adelaide und festigte damit seine Position als einer der führenden Segler in seiner Klasse. Zudem gewann er im selben Jahr die Silbermedaille bei der Trofeo Princesa Sofía und der Kieler Woche sowie Bronze bei der Semaine Olympique Française. Die Olympischen Spielen von Paris 2024 beendete er auf Rang 13.
Mit seinem historischen WM-Titel und seinen drei Olympiateilnahmen ist Philipp Buhl klar der erfolgreichste ILCA-Segler Deutschlands. Seinen Traum einer olympischen Medaille will er bei den Olympischen Spielen 2028 in Los Angeles erfüllen.
Philipp Buhl ist Mitglied der Sportfördergruppe der Bundeswehr und lebt in Kiel. Er ist bekannt für seine Akribie sowie seine Hilfsbereitschaft gegenüber seinen Teamkollegen und setzte sich bereits viele Jahre als Athletensprecher für die Nationalmannschaftsathleten ein. Neben dem Segeln interessiert er sich für Radfahren, Skifahren, Bergwandern und Tennis.
Als seinen größten Erfolg bezeichnet er den Laser-WM-Titel in Melbourne 2020.
Die größte Herausforderung sieht er darin, in einer Disziplin gewinnen zu wollen, in welcher in Deutschland noch niemand zuvor einen Weltmeistertitel oder eine olympische Medaille gewinnen konnte. Diese Herausforderung, neue Wege ergründen und beschreiten zu müssen, in der Disziplin, welche er als die am härtesten umkämpfte beschreibt, machen sein Ziel besonders anspruchsvoll und reizvoll zugleich: Die erste olympische Medaille für Deutschland in dieser Disziplin zu gewinnen.

## Auszeichnungen
- 2012: Deutschlands Segler des Jahres[17]
- 2013: Deutschlands Segler des Jahres[18]
- 2016: Sportler des Jahres der Stadt Sonthofen[19]
- 2020: Deutschlands Segler des Jahres[20]
- 2020: Hamburgs Sportler des Jahres[21]
- 2024: Silbernes Lorbeerblatt[22]